# Sportverein Meppen 1912
L'S.V. Meppen è una squadra di calcio tedesca con sede a Meppen, città della Bassa Sassonia. Gioca le partite casalinghe nell'Hänsch-Arena e milita in Fußball-Regionalliga.

## Storia
Il Meppen viene fondato nel 1912, e gioca per lungo tempo nelle divisioni inferiori tedesche. Nel 1970 il club approda in Regionalliga Nord, all'epoca seconda serie, ma da qui alla fine degli anni ottanta trascorre la maggior parte del tempo al terzo livello.
Nel 1987 avviene però la promozione in Zweite Bundesliga, e contemporaneamente viene acquistato il nazionale finlandese Marko Myyry. Il Meppen rimane in questo campionato per undici stagioni consecutive, ottenendo come miglior risultato il sesto posto, che viene conseguito nel 1992 e nel 1995. Nel 1998 avviene però la retrocessione in terza serie.
Il club inizia gli anni duemila in quarta divisione e, dopo essere caduto anche in quinta ed averci passato tre stagioni, nel 2011 viene promosso in Regionalliga, l'attuale quarto livello.

## Statistiche e record

### Partecipazione ai campionati
| Livello | Categoria                                                                  | Partecipazioni | Debutto   | Ultima stagione | Totale |
| ------- | -------------------------------------------------------------------------- | -------------- | --------- | --------------- | ------ |
| 1º      | -                                                                          | 0              | -         | -               | 0      |
| 2º      | Bezirksklasse, Bezirksliga, Landesliga, Amateuroberliga                    | 12             | 1929-1930 | 1962-1963       | 26     |
| 2º      | Regionalliga                                                               | 3              | 1970-1971 | 1973-1974       | 26     |
| 2º      | 2. Bundesliga                                                              | 11             | 1987-1988 | 1997-1998       | 26     |
| 3º      | 2. Bezirksklasse, 1. Kreisklasse, Amateurliga, Amateuroberliga, Landesliga | 22             | 1928-1929 | 1971-1972       | 42     |
| 3º      | Oberliga                                                                   | 12             | 1974-1975 | 1986-1987       | 42     |
| 3º      | Regionalliga                                                               | 2              | 1998-1999 | 1999-2000       | 42     |
| 3º      | 3. Liga                                                                    | 6              | 2017-2018 | 2022-2023       | 42     |
| 4º      | 2. Kreisklasse, Bezirksklasse, Landesliga                                  | 8              | 1940-1941 | 1978-1979       | 23     |
| 4º      | Oberliga                                                                   | 8              | 2000-2001 | 2007-2008       | 23     |
| 4º      | Regionalliga                                                               | 7              | 2011-2012 | 2023-2024       | 23     |

## Palmarès

### Competizioni nazionali
- Fußball-Regionalliga: 1

2016-2017 (Regionalliga Nord)

## Organico

### Rosa 2022-2023
Aggiornata al 24 ottobre 2022
| N. |                     | Ruolo | Calciatore        |
| -- | ------------------- | ----- | ----------------- |
| 1  | Germania (bandiera) | P     | Matthis Harsman   |
| 3  | Germania (bandiera) | D     | Leon Kugland      |
| 4  | Germania (bandiera) | D     | Yannick Osée      |
| 5  | Germania (bandiera) | D     | Jonas Fedl        |
| 6  | Germania (bandiera) | C     | Ole Käuper        |
| 7  | Germania (bandiera) | C     | Marcus Piossek    |
| 8  | Germania (bandiera) | D     | Max Dombrowka     |
| 9  | Germania (bandiera) | C     | Mike Feigenspan   |
| 10 | Germania (bandiera) | A     | Luka Tankulić     |
| 11 | Germania (bandiera) | C     | Morgan Faßbender  |
| 13 | Germania (bandiera) | A     | Marvin Pourié     |
| 14 | Germania (bandiera) | C     | Willi Evseev      |
| 15 | Germania (bandiera) | D     | Markus Ballmert   |
| 17 | Germania (bandiera) | C     | Christoph Hemlein |
| 18 | Germania (bandiera) | C     | David Vogt        |

| N. |                       | Ruolo | Calciatore         |
| -- | --------------------- | ----- | ------------------ |
| 19 | Germania (bandiera)   | C     | Samuel Abifade     |
| 20 | Germania (bandiera)   | C     | Marius Kleinsorge  |
| 21 | Germania (bandiera)   | C     | Beyhan Ametov      |
| 22 | Germania (bandiera)   | D     | Steffen Puttkammer |
| 23 | Germania (bandiera)   | C     | David Blacha       |
| 24 | Germania (bandiera)   | A     | Johannes Manske    |
| 25 | Germania (bandiera)   | C     | Paul Manske        |
| 27 | Italia (bandiera)     | D     | Lukas Mazagg       |
| 28 | Germania (bandiera)   | D     | Sascha Risch       |
| 29 | Germania (bandiera)   | P     | Jonas Kersken      |
| 30 | Montenegro (bandiera) | C     | Mirnes Pepić       |
| 32 | Germania (bandiera)   | P     | Erik Domaschke     |
| 33 | Germania (bandiera)   | D     | Tobias Kraulich    |
| 39 | Germania (bandiera)   | A     | Marcos Álvarez     |
| 44 | Germania (bandiera)   | P     | Julius Pünt        |